# Dni Lublina
Dni Lublina - festiwal społeczno-kulturalny w Lublinie, który po raz pierwszy odbył się 11 czerwca 1939 roku. Celem Dni Lublina jest odkrywanie i zaprezentowanie szerszej publiczności kultury i historii miasta. Festiwal co roku odbywa się przez dwa czerwcowe tygodnie. W roku 2007 zmienił nazwę na Planeta Lublin.